# Nory
Nory (niem. Nordenthal) – osada w Polsce położona w województwie warmińsko-mazurskim, w powiecie oleckim, w gminie Wieliczki.
W latach 1975–1998 miejscowość położona była w województwie suwalskim.

## Historia
Miejscowość ta istniała już w 1553 roku, a przywilej lokacyjny na cztery włóki sołeckie otrzymała od starosty straduńskiego, Krzysztofa Glaubitza, w 1560 roku.
W XVII i XVIII wieku majątek ziemski był w posiadaniu polskich rodzin szlacheckich Ciesielskich i Okołowiczowiczów. Pod koniec XIX i na początku XX wieku Nory należały do rodziny Hillmann. Majątek w Norach wraz z folwarkiem Norki miał powierzchnię prawie 600 ha. W majątku znajdował się pałac i młyn.
Po II wojnie światowej przeprowadzony został remont pałacu w taki sposób, że utracił cechy zabytku architektury. Pałac w Norach wzniesiony został na rzucie prostokąta jako budowla dwukondygnacyjna. Wejście do pałacu od strony elewacji frontowej znajduje się pod tarasem wspartym na czterech kolumnach. Pałac od strony parku posiada półkoliście zamkniętą werandę. W parku zachował się starodrzew. Został on jednak w dużej mierze zniszczony przez obecnego właściciela. Pałac obecnie jest własnością prywatną.